# Diaulota harteri
Diaulota harteri är en skalbaggsart som beskrevs av Moore 1956. Diaulota harteri ingår i släktet Diaulota och familjen kortvingar. Inga underarter finns listade i Catalogue of Life.